# Slovenská mužská házenkářská reprezentace
Slovenská mužská házenkářská reprezentace reprezentuje Slovensko na mezinárodních akcích v házené. Vznikla v roce 1993 s rozpadem československé reprezentace, ačkoli ještě v roce 1993 se československé družstvo (jako společné družstvo Česka a Slovenska) zúčastnilo mistrovství světa 1993, kde obsadilo 7. místo. Nejvýraznějším úspěchem slovenské házenkářské reprezentace je 10. místo na mistrovství světa 2009. Světového šampionátu se zúčastnila dvakrát, mistrovství Evropy čtyřikrát. Rekordmanem v počtu startů je Richard Štochl, nejlepším střelcem v historii reprezentace je Radoslav Antl.

## Mistrovství světa
| Rok/pořádající země                | Účast                     |
| ---------------------------------- | ------------------------- |
| MS 1995 Island                     | Ne                        |
| MS 1997 Japonsko                   | Ne                        |
| MS 1999 Egypt                      | Ne                        |
| MS 2001 Francie                    | Ne                        |
| MS 2003 Portugalsko                | Ne                        |
| MS 2005 Tunisko                    | Ne                        |
| MS 2007 Německo                    | Ne                        |
| MS 2009 Chorvatsko                 | 10. místo                 |
| MS 2011 Švédsko                    | 17. místo                 |
| MS 2013 Španělsko                  | Ne                        |
| MS 2015 Katar                      | Ne                        |
| MS 2017 Francie                    | Ne                        |
| MS 2019 Dánsko, Německo            | Ne                        |
| MS 2021 Egypt                      | Ne                        |
| MS 2023 Polsko, Švédsko            | Ne                        |
| MS 2025 Chorvatsko, Dánsko, Norsko | Bez účasti                |
| Celkem                             | Účast – 2× – 0× – 0× – 0× |

## Mistrovství Evropy
| Rok/pořádající země               | Účast                     |
| --------------------------------- | ------------------------- |
| ME 1994 Portugalsko               | Ne                        |
| ME 1996 Španělsko                 | Ne                        |
| ME 1998 Itálie                    | Ne                        |
| ME 2000 Chorvatsko                | Ne                        |
| ME 2002 Švédsko                   | Ne                        |
| ME 2004 Slovinsko                 | Ne                        |
| ME 2006 Švýcarsko                 | 16. místo                 |
| ME 2008 Norsko                    | 16. místo                 |
| ME 2010 Rakousko                  | Ne                        |
| ME 2012 Srbsko                    | 16. místo                 |
| ME 2014 Dánsko                    | Ne                        |
| ME 2016 Polsko                    | Ne                        |
| ME 2018 Chorvatsko                | Ne                        |
| ME 2020 Norsko, Rakousko, Švédsko | Ne                        |
| ME 2022 Maďarsko, Slovensko       | 18. místo                 |
| ME 2024 Německo                   | Ne                        |
| Celkem                            | Účast – 4× – 0× – 0× – 0× |

## Olympijské hry
| Rok/pořádající země     | Účast                     |
| ----------------------- | ------------------------- |
| LOH 1996 Atlanta        | Ne                        |
| LOH 2000 Sydney         | Ne                        |
| LOH 2004 Athény         | Ne                        |
| LOH 2008 Peking         | Ne                        |
| LOH 2012 Londýn         | Ne                        |
| LOH 2016 Rio de Janeiro | Ne                        |
| LOH 2020 Tokio          | Ne                        |
| Celkem                  | Účast – 0× – 0× – 0× – 0× |